# O Quinto Mosqueteiro
The Fifth Musketeer (bra/prt: O Quinto Mosqueteiro) é um filme austríaco-alemão de 1979, dos gêneros swashbuckler e aventura histórica, dirigido por Ken Annakin, estrelado por Beau Bridges, e coestrelado por Sylvia Kristel, Ursula Andress, Cornel Wilde, Ian McShane, Lloyd Bridges, Alan Hale, Jr., Helmut Dantine, Olivia de Havilland, José Ferrer e Rex Harrison. O roteiro de David Ambrose foi baseado no romance "O Visconde de Bragelonne" (1847), de Alexandre Dumas; e no roteiro da produção "The Man in the Iron Mask" (1939), de George Bruce.
O romance no qual o filme foi baseado foi inspirado na lenda francesa do homem da máscara de ferro, um prisioneiro mantido em diversas prisões durante 34 anos, incluindo a Bastilha.
A produção marcou o último trabalho cinematográfico de de Havilland, que fez uma participação especial como Ana da Áustria, Rainha da França.

## Sinopse
Filipe de Gasconha (Beau Bridges), o irmão gêmeo do rei francês Luís XIV (Beau Bridges), foi injustamente preso e exilado. Para esconder seu rosto dos outros, uma máscara de ferro foi colocada sobre sua cabeça, na qual ele não consegue remover sozinho. O idoso D'Artagnan (Cornel Wilde) e seus amigos mosqueteiros tentam corrigir a injustiça e libertar o misterioso prisioneiro, já que apenas ele possui direito legítimo ao trono da França. Com o plano, eventos levam a inúmeras confusões e intrigas na corte.

## Elenco
- Beau Bridges como Luís XIV / Filipe de Gasconha
- Sylvia Kristel como Maria Teresa
- Ursula Andress como Luísa de La Vallière
- Cornel Wilde como D'Artagnan
- Ian McShane como Nicolas Fouquet
- Lloyd Bridges como Aramis
- Alan Hale, Jr. como Porthos
- Helmut Dantine como Embaixador da Espanha
- Olivia de Havilland como Ana da Áustria, Rainha da França
- José Ferrer como Athos
- Rex Harrison como Jean-Baptiste Colbert
- Patrick Pinney como Capitão dos Guardas

## Produção
As filmagens começaram em setembro de 1976, com o título de produção "Behind the Iron Mask", para evitar confusão com uma versão de um telefilme chamado "The Man in the Iron Mask".
O filme foi gravado em Viena e arredores, em locações como o Palácio de Schönbrunn, o Palácio de Auersperg, a Igreja Votivkirche, o Castelo de Liechtenstein e o Castelo de Kreuzenstein. As falas de Sylvia Kristel foram supostamente dubladas por outra atriz. Ela recebeu US$ 300.000.
Alan Hale, Jr. interpretou o mesmo personagem, Porthos, que seu pai, Alan Hale Sr., interpretou em "The Man in the Iron Mask" (1939). Hale, Jr. também interpretou Porthos em "Lady in the Iron Mask" (1952) e Porthos, Jr. em "At Sword's Point" (1952).
Nos Estados Unidos, o filme foi classificado como PG pela MPA.

## Lançamento
O filme não foi lançado por vários anos. A razão devia-se em parte ao fracasso financeiro de outro filme feito pela produtora austríaca, Sacha-Wien Films, "A Little Night Music". Outra razão foi devido ao fato de que outra adaptação, "The Man in the Iron Mask" (1977), havia ido ao ar recentemente na televisão.
Eventualmente, o título do filme foi alterado para "The Fifth Musketeer", embora a produção não tivesse afiliação com os filmes de sucesso de Richard Lester, "Os Três Mosqueteiros" (1973) e "The Four Musketeers" (1974), além de serem todos baseados em histórias de Dumas. O título foi escolhido para capitalizar o sucesso recente desses filmes e informar ao público que os mesmos personagens estavam envolvidos na trama.

## Recepção
Vincent Canby, em sua crítica para o The New York Times, escreveu: "Embora The Fifth Musketeer seja carregado de intrigas, duelos, luta de espadas em grande escala, trajes pesados e decoração mais pesada ainda, é singularmente sem estilo ou mesmo emoção. No centro, o Sr. Bridges, o mais novo, parece perplexo como alguém que não tem certeza de sua verdadeira identidade".
Dale Pollock, para a revista Variety, afirmou que o filme "não acrescenta nada de novo ao gênero, derivando totalmente sua inspiração do lançamento da United Artists de 1939 escrito por George Bruce, que é creditado aqui junto com Dumas", acrescentando que o diretor Ken Annakin "sufoca The Fifth Musketeer com valores de produção ornamentados, luta de espadas mortalmente séria e diálogos tão carcomidos quanto as fantasias de camponês. O resultado? Sono".
Gene Siskel, para o Chicago Tribune, deu ao filme 2.5/4 estrelas e chamou-o de "uma daquelas grandes produções de uma estrela de cada país. Esses filmes invariavelmente são mal dirigidos ... O diretor Ken Annakin é obrigado a dar a cada uma de suas estrelas uma quantidade decente de tempo na tela, e o resultado é um filme que se move aos trancos e barrancos".
Kevin B. Thomas, para o Los Angeles Times, escreveu: "Existem alguns bons momentos ao longo do caminho de um elenco amplamente nostálgico e alguns cenários razoavelmente suntuosos, com o Palácio de Schoenbrunn substituindo Versalhes. No entanto, como a direção de Ken Annakin e o roteiro de David Ambrose não são inspiradores, The Fifth Musketeer tende a ser lento".
Rick Groen, para o The Globe and Mail, perguntou: "Como um filme tão ruim assim é feito? ... os atores recitam suas falas em um tom monótono e a direção é absolutamente dura; as cenas de reação são tão estudadas que quase se pode ouvir a contagem do diretor. De fato, o timing de todos está muito errado, como se toda a produção tivesse sido feita em algum estupor induzido por Metaqualona".

### Avaliação de Annakin
Em sua autobiografia de 2001, "So You Wanna Be a Director?", Annakin concordou com as críticas ao filme, sentindo que não tinha feito um bom trabalho com os atores (em particular Andress e Kristel), além de não traduzir o roteiro para a tela de forma eficaz.